# Bert Bell
De Benneville Bell, detto Bert (Filadelfia, 25 febbraio 1895 – Filadelfia, 11 ottobre 1959), è stato un allenatore di football americano e dirigente sportivo statunitense, Commissioner della National Football League dal 1946 al 1959. È stato inserito nella Pro Football Hall of Fame nella classe inaugurale del 1963.

## Biografia
Bell giocò a football all'Università della Pennsylvania dove, nel ruolo di quarterback, guidò la squadra ad un'apparizione al Rose Bowl del 1917. Dopo avere combattuto nella prima guerra mondiale tornò a Penn dove fu assistente allenatore dei Quakers negli anni venti. Durante la Grande depressione fu assistente allenatore dei Temple Owls e cofondatore e comproprietario dei Philadelphia Eagles.
Alla guida degli Eagles, Bell cooperò con gli altri proprietari della NFL per creare il Draft in modo da dare alle squadre più deboli le prime possibilità di firmare le migliori promesse provenienti dal college. Successivamente divenne proprietari degli Eagles, ma la franchigia ebbe difficoltà sul lato finanziario. Alla fine cedette la società e acquistò una partecipazione dei Pittsburgh Steelers. Nel corso della seconda guerra mondiale Bell si schierò contro la sospensione delle attività della lega fino al termine del conflitto.
Dopo la guerra fu eletto "commissioner", cioè direttore, della NFL, vendendo la sua quota negli Steelers. In quel ruolo adottò una politica contro il gioco d'azzardo, negoziò una fusione con l'All-America Football Conference (AAFC) e rimodellò il calendario della lega cercando di aumentare le emozioni delle partite di fine stagione. Durante l'era d'oro della televisione, modificò le regole del gioco per renderlo più interessante per i mezzi d'informazione; mentre rinforzò la politica di oscurare le partite sulle televisioni locali per favorire le vendite dei biglietti allo stadio. Tra le critiche dei proprietari delle franchigie e sotto la pressione del Congresso, riconobbe unilateralmente l'Associazione dei giocatori (NFLPA) e facilitò lo sviluppo della prima pensione per i giocatori. Sopravvisse abbastanza per vedere la "Più grande partita mai giocata", un anticipo di quello che sarebbe stato il successo della lega nel futuro.